# M43 (САУ)
8-дюймовая самоходная гаубица M43 (англ. 8 inch Howitzer Motor Carriage M43) — самоходная артиллерийская установка США времён Второй мировой войны, класса самоходных гаубиц, средняя по массе. Была создана в 1945 году путём установки ствольной части 203-мм гаубицы на шасси САУ M40. Фирме «Дженерал Моторс» был выдан заказ на 576 M43, однако с окончанием Второй мировой их производство было остановлено после выпуска всего 48 машин. Выпущенные САУ ограниченно использовались в боях в Северо-Восточной Европе в 1945 году.
| Год  | 6 | 7  | 9  | Всего |
| ---- | - | -- | -- | ----- |
| 1945 | 4 | 20 | 24 | 48    |